# Klass A 1963/64
Die Saison 1963/64 war die 18. Spielzeit der Klass A als höchste sowjetische Eishockeyspielklasse. Den sowjetischen Meistertitel sicherte sich zum insgesamt elften Mal ZSKA Moskau, während Elektrostal in die zweite Liga abstieg. Zunächst nahm auch der SKA Kalinin an der Spielzeit teil, wurde jedoch wegen eines mehrfachen Verstoßes gegen den Verhaltenskodex des sowjetischen Sports einiger Spieler des Teams im Dezember 1963 vom Spielbetrieb ausgeschlossen und alle Spiele mit Beteiligung des SKA Kalinin annulliert.

## Modus
Die zehn Mannschaften der Klass A spielten vier Mal gegen jeden Gegner, wodurch die Gesamtzahl der Spiele pro Mannschaft 36 betrug. Die punktbeste Mannschaft wurde Meister, während der Letzte in die zweite Liga abstieg. Für einen Sieg erhielt jede Mannschaft zwei Punkte, bei einem Unentschieden gab es einen Punkt und bei einer Niederlage null Punkte.

## Hauptrunde
|     | Klub                  | Sp | S  | U | N  | T   | GT  | Punkte |
| --- | --------------------- | -- | -- | - | -- | --- | --- | ------ |
| 1.  | ZSKA Moskau           | 36 | 32 | 1 | 3  | 246 | 84  | 65     |
| 2.  | Dynamo Moskau         | 36 | 25 | 1 | 10 | 152 | 96  | 51     |
| 3.  | Spartak Moskau        | 36 | 24 | 2 | 10 | 165 | 107 | 50     |
| 4.  | Lokomotive Moskau     | 36 | 20 | 2 | 14 | 135 | 112 | 42     |
| 5.  | Chimik Woskressensk   | 36 | 19 | 4 | 13 | 100 | 101 | 42     |
| 6.  | Torpedo Gorki         | 36 | 13 | 3 | 20 | 101 | 128 | 29     |
| 7.  | Krylja Sowetow Moskau | 36 | 11 | 4 | 21 | 105 | 147 | 26     |
| 8.  | SKA Leningrad         | 36 | 9  | 3 | 24 | 87  | 136 | 21     |
| 9.  | Traktor Tscheljabinsk | 36 | 8  | 3 | 25 | 99  | 183 | 19     |
| 10. | Elektrostal           | 36 | 6  | 3 | 27 | 81  | 175 | 15     |

Sp = Spiele, S = Siege, U = unentschieden, N = Niederlagen, OTS = Overtime-Siege, OTN = Overtime-Niederlage, SOS = Penalty-Siege, SON = Penalty-Niederlage

## Beste Torschützen
| Spieler                  | Team                  | Tore |
| ------------------------ | --------------------- | ---- |
| Alexander Almetow        | ZSKA Moskau           | 40   |
| Weniamin Alexandrow      | ZSKA Moskau           | 39   |
| Anatoli Firsow           | ZSKA Moskau           | 34   |
| Wjatscheslaw Starschinow | Spartak Moskau        | 34   |
| Wiktor Zyplakow          | Lokomotive Moskau     | 25   |
| Konstantin Loktew        | ZSKA Moskau           | 24   |
| Walentin Senjuschkin     | ZSKA Moskau           | 22   |
| Stanislaw Petuchow       | Dynamo Moskau         | 21   |
| Walentin Kosin           | Lokomotive Moskau     | 21   |
| Jewgeni Groschew         | Krylja Sowetow Moskau | 21   |
| Jewgeni Majorow          | Spartak Moskau        | 20   |

## Sowjetischer Meister
| Meister ZSKA Moskau | Torhüter: Juri Owtschukow, Wiktor Tolmatschow Verteidiger: Wladimir Breschnew, Anatoli Drosdow, Eduard Iwanow, Wiktor Kuskin, Alexander Ragulin, Igor Romischewski, Oleg Saizew, Nikolai Sologubow Angreifer: Weniamin Alexandrow, Alexander Almetow, Igor Dekonski, Anatoli Firsow, Anatoli Ionow, Konstantin Loktew, Jewgeni Mischakow, Juri Moissejew, Walentin Senjuschkin, Leonid Wolkow Cheftrainer: Anatoli Tarassow |